# Loores de Nuestra Señora
Loores de Nuestra Señora es un poema mariano medieval en lengua castellana del mester de clerecía compuesto por Gonzalo de Berceo.
El poema está compuesto en su habitual cuaderna vía de versos alejandrinos. El tema del texto es la historia de la caída y la redención del género humano y el papel en esta última de la Virgen María. Según su estudioso y editor Brian Dutton, los Loores son probablemente la sexta obra de las diez existentes de Berceo y cree que se compuso entre 1237 y 1245, tal vez hacia 1242, cuando tendría unos 44 años.

## Ediciones
El poema se imprimió por vez primera en el siglo XVIII, en la edición que hizo Tomás Antonio Sánchez (1780) de los poemas de Berceo, y en el siglo XIX en el tomo LVII de la Biblioteca de Autores Españoles, donde Florencio Janer añadía poco a Tomás Antonio Sánchez. En época moderna ha sido editada por Brian Dutton: El duelo de la Virgen; Los himnos; Los loores de Nuestra Señora; Los signos del Juicio Final (en Obras completas, III, Londres: Támesis, 1975). Posterior es la de Nicasio Salvador Miguel (en Gonzalo de Berceo, Obra completa, Isabel Uría (coord.), Madrid, Espasa-Calpe, 1992).